# Hotel Titania
El Hotel Titania (en griego: Ξενοδοχείο Τιτάνια) es un hotel histórico de 4 estrellas en el centro de Atenas, Grecia. Se encuentra en la calle Panepistimiou, en el corazón del centro histórico y comercial de la capital griega, entre las dos principales plazas, Syntagma y Omonia. Titania fue renovado en 2004 y 2007, está decorado con los "Pentelikon" de mármol y mosaicos con incrustaciones exquisitas con temas de la historia griega. Titania tiene dos de los más grandes centros de conferencias en el centro de Atenas, el de "Europa" y "Urano", que recibe numerosos congresos y convenciones cada año.